# Happietaria
Een Happietaria is een Nederlands initiatief waarbij studenten tijdelijk een restaurant opzetten, met als doel de winst en giften te doneren aan goede doelen. Studenten werken volledig vrijwillig en verzorgen de bedrijfsvoering, van koken tot bediening. Sinds de oprichting van de eerste Happietaria in Rotterdam in 1993 is het concept in heel Nederland verspreid, en er zijn zelfs enkele initiatieven buiten Nederland opgezet.

## Geschiedenis

### Oorsprong en groei
De eerste Happietaria ontstond in 1993 in Rotterdam door een groep studenten. Het initiatief bleek succesvol en werd opgepikt door andere studentensteden in Nederland, zoals Amsterdam, Groningen, Utrecht en Leiden. Van 1993 tot 2018 werd het initiatief gecoördineerd door stichting Happy-Gift. Gedurende deze periode ontstonden er diverse neveninitiatieven, zoals theaterproducties en studentenuitwisselingen. In 2018 nam Tearfund de coördinatie over en sindsdien gaat de winst naar diverse projecten van Tearfund. Uitbereiding naar buiten Nederland was er onder meer in de Belgische studentenstad Leuven.  

### Happietaria in Bolivia
In het najaar van 2009 werd de eerste buitenlandse Happietaria opgezet in Santa Cruz, Bolivia, onder de naam "Restaurante de Felicidad". Dit initiatief werd gelanceerd in het kader van de Semana Mundial del Emprendimiento en was de eerste keer dat het concept buiten Nederland werd uitgevoerd. De organisatie was een samenwerking tussen de lokale Escuela Gastronómica Tatapy en de stichting Puente Entre Culturas. Het restaurant bood vijf weken lang een gevarieerd en gezond menu, bereid door studenten van de gastronomieschool, met een focus op regionale Bolivianse gerechten.
De opbrengsten van het Restaurante de Felicidad werden gebruikt voor de financiering van twee belangrijke sociale projecten in Santa Cruz: de bouw van centra voor juridische bijstand en werkgelegenheidsmogelijkheden in de wijken San Isidro en Los Lotes. Daarnaast werd er gestreefd naar het bevorderen van de verkoop van lokale, duurzame producten, als onderdeel van de bredere filosofie van maatschappelijk verantwoord ondernemen. De succesvolle uitvoering van dit initiatief leidde tot de organisatie van uitwisselingsprogramma's tussen jonge chefs uit Bolivia en Nederland.

## Werking
Een typisch Happietaria-restaurant wordt opgezet in een leegstaand pand, waarvoor toestemming is verkregen van de eigenaar. Studenten nemen de verantwoordelijkheid voor de inrichting, de dagelijkse gang van zaken en het koken, onder begeleiding van een professionele kok. De bediening en het restaurantbeheer gebeuren ook volledig op vrijwillige basis.
Om de kosten te dekken, wordt er samengewerkt met sponsors die materialen en ingrediënten beschikbaar stellen. Dit maakt het voor de studenten mogelijk om de prijzen voor de maaltijden vergelijkbaar te houden met die van reguliere restaurants, terwijl de opbrengsten volledig naar ontwikkelingsprojecten gaan.
Happietaria richt zich op een breed publiek, van studenten tot andere stadsbewoners. Bezoekers betalen kosten van hun maaltijd en worden aangemoedigd om daarnaast een donatie te doen. Deze giften vormen een belangrijk deel van de opbrengst, die volledig wordt ingezet voor goede doelen die zich richten op armoedebestrijding en ontwikkelingssamenwerking.

## Erkenning
Happy Gift won in de loop der tijd meerdere prijzen voor de verschillende onderdelen van haar werk: vrijwilligerswerk, bewustwording aangaande armoedeproblematiek en ook voor haar fondsenwervingsactiviteiten.